# Masque Mbawe

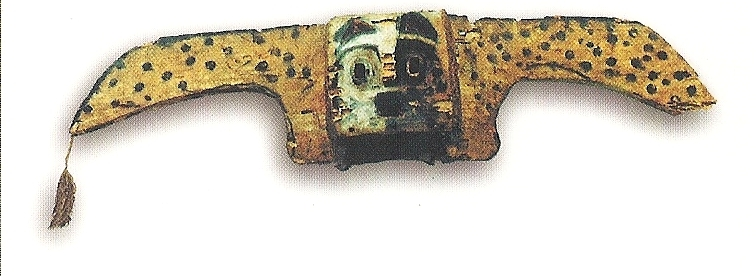
Masque Mbawe

Le masque Mbawe est un masque traditionnel gabonais originaire du groupe ethnique Mahongwje dans la région de l'Ogooué-Ivindo (Gabon).

## Description
Le modèle présenté ci-dessus représente une chouette à visage humain et aux ailes déployées. Il a une envergure de plus de 1,6 m.
Taillé dans du bois tendre, sa barbe est en raphia et sa coiffe et ses ailes en plumes. Il est de couleurs ocre, blanc et noir. Ces couleurs proviennent respectivement de l'argile, du kaolin et du charbon.

## Utilisation
Il est porté lors des cérémonies de circoncision des jeunes garçons ou au cours de danses de divertissement, le jour, dans la cour des villages.